# Arcsil Arveladze
Arcsil Arveladze (grúzul: არჩილ არველაძე; Tbiliszi, 1973. február 22. –) grúz válogatott labdarúgó, csatár.

## Pályafutása

### Klubcsapatban
Arcsil Arveladze 1973. február 22-én született Tbilisziben, ikertestvérével, Sotával együtt. Pályafutását az Avaza Focisuli nevű akadémián kezdte, majd még ifjúsági labdarúgóként lett az Iberia Tbiliszi játékosa.
Tizenkilenc évesen, 1991-ben igazolt a Dinamo Tbiliszibe, ahol első idényében bajnok és kupagyőztes lett. Két szezont követően Sotával együtt igazolt a török Trabzonsporhoz, akik 1993 november 10-én 450 000 dollárt fizettek a fővárosi csapatnak két csatárért. Új csapatában egy kisebb sérülést követően 1993. december 12-én mutatkozott be a Kayserispor elleni bajnokin. Egy héttel később első gólját is megszerezte a csapatban. A bajnokságban 15 találkozón nyolcszor volt eredményes. 1993. május 21-én a Miniszterelnöki Kupa döntőjében hiába lőtt gólt a Fenerbahçe ellen, csapata 4-3-ra kikapott. Az ezt követő szezonokban is eredményesen játszott, azonban egyre többször hátráltatták sérülések.
Az 1997-1998-as szezon előtt a holland NAC Breda igazolta le. Három évig játszott ott és mindhárom szezonban ő lett a csapat legeredményesebb játékosa. A 2000-2001-es évad elején a német élvonalban szereplő 1. FC Köln szerződtette. Első idényében hétszer volt eredményes  a bajnokságban, azonban az ezt követő időszakban újra sérülések hátráltatták, immáron ötödszörre kellett megműteni. 2003 nyarán hazatért a Dinamo Tbiliszihez, majd egy évet eltöltött a Lokomotivi Tbilisziben is, de hivatalos mérkőzésen nem tudott már pályára lépni.

### A válogatottban
A grúz válogatottban 32 találkozón hatszor volt eredményes.

## Családja
Bátyja, Revaz Arveladze és ikertestvére, Sota Arveladze is labdarúgók voltak.

## Sikerei, díjai
- Grúz bajnok: 1991-1992, 1992-1993
- Grúz Kupa-győztes: 1991-1992, 1992-1993, 2003-2004, 2004-2005
- Török Kupa-győztes: 1994-1995